# Franc Pavlovič
Franc Pavlovič (portugalsko Francisco Paulovic), slovenski slikar, kipar in restavrator, * 29. oktober 1892, Palčje, † 21. september 1981, Cafelândia, São Paulo, Brazilija.
Znan je predvsem po nabožnih stenskih poslikavah cerkva v Braziliji; s freskami je opremil dvanajst cerkva v zvezni državi São Paulo in eno v zvezni državi Paraná. Za njegov slog je značilna uporaba živih barv, predvsem modre in rumene.

## Življenjepis
Rodil se je kot sin Gašperja Pavloviča in Marije Smerdel iz Palčja v današnji Sloveniji. Študiral je na Višji umetnostni šoli na Dunaju. Po vrnitvi v domovino je sodeloval v prvi svetovni vojni, kjer je padel v rusko ujetništvo. V taborišču je postal cenjen, ker je slikal poveljnike.
Leta 1923 se je z ženo Antonijo Benko, s katero je imel dva otroka, preselil v Brazilijo. Najprej sta živela pri njegovem bratu v kraju Pirajuí. Preostanek življenja je preživel v kraju Cafelândia, kjer je umrl in je tudi pokopan.